# Bellavista (El Oro)
Bellavista ist eine Ortschaft und eine Parroquia rural („ländliches Kirchspiel“) im Kanton Santa Rosa der ecuadorianischen Provinz El Oro. Die Parroquia besitzt eine Fläche von 45,27 km². Die Einwohnerzahl lag im Jahr 2010 bei 2835.

## Lage
Die Parroquia Bellavista liegt im Küstentiefland im Südwesten von Ecuador. Das Gebiet liegt in Höhen zwischen 26 m und 289 m. Das Areal wird vom Río Santa Rosa in nördlicher Richtung durchflossen. Im Westen reicht das Verwaltungsgebiet bis zum Ostufer des Río Arenillas. Der 29 m hoch gelegene Hauptort Bellamaría befindet sich 5,5 km südlich vom Kantonshauptort Santa Rosa. Die Fernstraße E25 (Arenillas–Santa Rosa).
Die Parroquia Bellavista grenzt im Norden an das Municipio von Santa Rosa, im Osten an die Parroquia Bellamaría, im Süden an die Parroquia La Avanzada, im Südwesten an die Parroquia San Antonio sowie im Nordwesten an das Municipio von Arenillas.

## Orte und Siedlungen
Neben dem Hauptort Bellavista gibt es in der Parroquia noch folgende Orte: La Florida 1, La Florida 2, Las Crucitas, San Agustín und San José.

## Feuchtgebiet La Tembladera
Das Gebiet gehört zur biogeographischen Region Tumbes-Chocó-Magdalena. Im Westen der Parroquia Bellavista befindet sich das Feuchtgebiet La Tembladera mit einem Stausee. Dieses ist seit dem 6. Dezember 2011 Teil des gleichnamigen Ramsar-Gebietes. Dieses umfasst ein 14,71 ha großes Areal westlich der Fernstraße E25. In dem Gebiet leben 24 endemische Vogelarten, darunter das Blasstäubchen (Columbina buckleyi), der Himmelsperlingspapagei (Forpus coelestis), der Feuerflügelsittich (Brotogeris pyrrhoptera) und der Rotkopfguan (Ortalis erythroptera). Der See im Schutzgebiet dient als Wasserspeicher für die bewässerte Landwirtschaft in der Umgebung.

## Geschichte
Die Parroquia Bellavista wurde am 27. April 1907 gegründet.